# Dugan (månkrater)
För andra betydelser, se Dugan.
Dugan är en nedslagskrater på månen, med en diameter på 49 km. Den är uppkallad efter astronomen Raymond Smith Dugan.

## Satellitkratrar
| Dugan | Latitud | Longitud | Diameter |
| ----- | ------- | -------- | -------- |
| J     | 61.6° N | 108.0° Ö | 13 km    |
| X     | 67.8° N | 98.5° Ö  | 14 km    |